# Byumba (Sektor)
Byumba ist einer von 21 Sektoren im Distrikt Gicumbi in der Nordprovinz von Ruanda.

## Geographie
Byumba hat eine Fläche von 48,3 km² und liegt auf einer Höhe von etwa 2200 m. Der Sektor unterteilt sich in die neun Zellen Gacurabwenge, Gisuna, Kibali, Kivugiza, Murama, Ngondore, Nyakabungo, Nyamabuye und Nyarutarama. Er umfasst 51 Dörfer. Nachbarsektoren sind im Norden Mukarange, im Nordosten Shangasha, im Osten Bwisige, im Südosten Rukomo, im Süden Kageyo, im Südwesten Kisaro, im Westen Nyankenke und im Nordwesten Manyagiro.
Im Sektor befindet sich die gleichnamige Stadt Byumba. Sie ist Sitz des römisch-katholischen Bistums Byumba.

## Bevölkerung
Nach der Volkszählung von 2022 betrug die Einwohnerzahl 43.134 Einwohner. Zehn Jahre zuvor waren es 36.401, was einem jährlichen Bevölkerungszuwachs von 1,7 Prozent zwischen 2012 und 2022 entspricht.

## Verkehr
Durch den Sektor verläuft entlang der Nordostgrenze die Nationalstraße 3 sowie durch den Südwesten die Nationalstraße 19 und von dieser in der Stadt Byumba nach Nordwesten abgehend die Nationalstraße 21. Erstere beide Straßen sind asphaltiert.